# Jean-Henri d’Anglebert
Jean-Henri d’Anglebert (ochrzczony 1 kwietnia 1629, zm. 23 kwietnia 1691 w Paryżu) – francuski kompozytor epoki baroku, przedstawiciel stylu galant, wirtuoz gry na klawesynie, uczeń Chambonnièresa. Jeden z grupy tzw. klawesynistów francuskich – kompozytorów, którzy przyczynili się do rozwinięcia faktury klawesynowej.
Był organistą na dworze księcia Orleanu, następnie nadwornym klawesynistą króla Ludwika XIV. Jest twórcą zbioru utworów na klawesyn Pieces de clavecin (wyd. Paryż 1689), który zawiera ponad 100 suit złożonych z takich utworów jak preludium, allemande, courante, sarabanda, gigue, chaconne, galiarda, gawot, menuet, passacaglia. W zbiorze znajdują się też opracowania utworów Jeana-Baptiste Lully’ego.